# Воно (мінісеріал, 1990)
«Воно» (англ. It) — американо-канадський серіал жахів з двох епізодів, екранізація однойменного роману Стівена Кінга. Вийшов на телеекрани 18 листопада 1990 року. Українською серіал дубльовано телеканалом ICTV.

## Сюжет

### Перший епізод
У 1990 році в містечку Деррі загадковий клоун вбиває дівчинку. Бібліотекар Майк Хенлон знаходить поблизу місця трагедії фото хлопчика Джорджі, що загинув 30 років тому. Майк розуміє, що повторюються жахливі події, учасником яких він з друзями був у дитинстві. Хенлон обдзвонює друзів, з якими багато років не спілкувався, говорячи «Воно повернулося». Клятва, дана в дитинстві, зобов'язує їх усіх покинути справи та приїхати в Деррі. Кожен з колишніх друзів пригадує як 30 років тому йому зустрілося Воно.
Вільям «Білл» Денбро, що тепер відомий письменник, відгукується першим. У 1960 його молодший брат Джорджі загинув, убитий клоуном, після чого Білл став бачити жахливі видіння. Фото брата кровоточило, а фотоальбом з ним сам розгортався. Що найдивніше — дорослі цього не помічали.
Бен, знаменитий архітектор, у 1960 був огрядним підлітком, який щойно приїхав із матір'ю в Деррі. В школі з нього одразу почав знущатися хуліган Генрі Бауерс. Ховаючись від нього, Бен познайомився з Біллом і Едді Капсбраком, які будували греблю на струмку. Та невдовзі він побачив свого загиблого батька, що перетворився на клоуна Паннівайза, а потім на потворного потопельника.
Едді Каспбрак, що досі живе з матір'ю, наважується заперечити їй, вирушивши до Деррі. Він згадує як у шкільному душі труби непоясненним чином стали рухатися, а потім з підлоги виліз клоун, закликаючи приводити друзів до нього.
Беверлі Марш від'їжджає до Деррі, попри протести свого ревнивого чоловіка. Вона пригадує свій епізод з минулого. Коли Бен спробував здружитися з Беверлі, написавши їй вірша, це обернулося для неї сваркою з суворим батьком. Незабаром дівчинка побачила непоясненний фонтан крові з умивальника і почула голос Паннівайза, що казав привести до нього друзів.
Річард Тозіер, успішний комік на телебаченні, в 1960 був жартівником, однокласником Вільяма, Бена й Беверлі. Коли вони разом пішли на фільм, Річард випадково вилив на Генрі напій. Та на відміну від інших, його розмова в їдальні з хуліганом виставили Генрі на посміховисько. Проте Тозіер, випадково зіткнувшись з учителем, мусив поприбирати в їдальні. Спустившись до підвалу за ганчіркою, він побачив там перевертня з фільму. Нажаханий, він сам став об'єктом глузувань і тільки друзі зрозуміли, що то було насправді.
Майк Хенлон, що цікавився історією, також став жертвою хулігана. Тікаючи від Генрі, він приєднався до решти свідків загадкових подій в містечку. Генрі назвав їх «Клубом невдах», але Беверлі сподобалася назва. Підлітки врешті наважилися обговорити пережиті жахи, прийшовши до висновку, що якась істота набуває вигляду того, чого вони найбільше бояться. Друзі назвали її Воно. Раптом фото в альбомі Майка ожило й клоун на ньому ледве не вирвався назовні.
Стенлі Юріс, отримавши дзвінок Майка, перерізає собі вени та гине, лишивши напис кров'ю «Воно».
«Клуб невдах» у 1960 спустився в пошуках істоти до дощового дренажу, та слідом вирушив і Генрі з двома хуліганами. В тунелях хулігани наздогнали Стенлі, проте Воно, з'явившись як сяйво в трубах, змусило їх тікати. Стенлі встиг вирватися, тоді як Генрі вмить посивів від жаху та збожеволів, а його поплічники загинули. Воно заповнило тунелі туманом, виникаючи в різних подобах, але постріл Беверлі з рогатки срібною сережкою змусив чудовисько тікати. Вибравшись із дренажу, підлітки дали клятву зібратися знову, якщо Воно повернеться.

### Другий епізод
Вільям прибуває в Деррі, де його радо зустрічає Майк. Річард скоро також приїжджає і бачить на закритому кінотеатрі погрозу. Він чекає Майка в бібліотеці, де йому ввижається клоун, засипаючи повітряними кульками, що вибухають кров'ю. Паннівайз наказує забиратися з міста, наляканий Тозіер тікає. Вільям з Майком знаходять велосипед, на якому каталися в дитинстві, та карти із зображенням клоуна, що підтверджує — Воно живе. Бен відвідує струмок, біля якого йому ввижається колишній він та потопельник, а потім — клоун і наказ повертатися. Едді зустрічає лікаря зі свого дитинства, котрий перетворюється на чудовисько, наказуючи тікати з міста. Беверлі дізнається, що її батько кілька років тому помер. Нова хазяйка будинку запрошує її в гості, та вона перетворюється на потворну відьму.
«Клуб невдах» зустрічається в барі, куди також приходять і Річчі та Беверлі. Вони зізнаються одне одному, що бачили Воно знову. Друзі обговорюють життя та дізнаються, що Генрі було звинувачено в убивствах усіх дітей — жертв істоти. Воно приходить в божевільню до Генрі з наказом убити «Клуб невдах». Майк дізнається про самогубство Стенлі та розповідає про випадок, який змусив Стенлі повірити в реальність істоти. Тоді підліток зумів побачити Воно як світло, що манило його. Раптом страховисько виникає як голова Стенлі, котра насміхається з присутніх. Вільям знову починає заїкатися, як в дитинстві.
Воно підмовляє Генрі втекти з психлікарні, тим часом Воно вбиває дітей у Деррі. Беверлі бачить Паннівайза, після чого обговорює з друзями як можна побороти видіння силою довіри одне одному. Вночі Генрі знаходить Майка і ранить його ножем. Бен з Едді кидаються його рятувати, в ході чого Генрі випадково заколює сам себе. Майк зізнається, що самотужки спускався в дренаж, звідки забрав срібну сережку, якою Беверлі поранила істоту. Друзі вирішують спуститися в дренаж разом аби цього разу вбити чудовисько.
Вільям знаходить сумку своєї дружини Одри, з чого розуміє, що вона потай поїхала за ним і її схопило Воно. Істота виникає в образі Джорджі, та завдяки підтримці друзів Вільям розсіює видіння. Вони знаходять лігво істоти в печері, де в павутині висять її жертви. В тенетах виявляється і Одра. Воно виповзає до «невдах» у формі велетенського павука, на череві якого сяють вогні — єдине вразливе місце. Беверлі стріляє в павука, але не влучає. Воно намагається поглинути Вільяма світлом вогнів. Едді береться рятувати його, тим часом Беверлі піднімає сережку й цього разу влучає, пробиваючи панцир на череві. Едді гине, а поранене Воно встигає втекти. Вцілілі з «Клубу невдах» переслідують істоту та виривають їй серце. Вільям звільняє Одру, після чого шляхи компанії знову розходяться.
Майк розповідає як склалося життя його друзів. Усі вони так чи інакше стали щасливішими, лише дружина Вільяма Одра лишилася в комі. Вільям бере її з собою в поїздку на велосипеді, на якому колись тікав від страховиська, і його слова отямлюють Одру.

## У ролях
- Річард Томас — Вільям Денбро;
  - Джонатан Брендіс — Вільям Денбро у віці 11 років;
- Гаррі Андерсон — Річард Тозіер;
  - Сет Грін — Річард Тозіер у віці 11 років;
- Денніс Крістофер — Едді Каспбрак;
  - Адам Фарайзл — Едді Капсбрак у віці 11 років;
- Річард Масур — Стенлі Юріс;
  - Бен Геллер — Стенлі Юріс у віці 11 років;
- Аннет О'Тул — Беверлі Марш;
  - Емілі Перкінс — Беверлі Марш у віці 11 років;
- Тім Рейд — Майк Хенлон;
  - Марлон Тейлор — Майк Хенлон у віці 11 років;
- Джон Ріттер — Бенджамін Генском;
  - Брендон Крейн — Бенджамін Генском у віці 11 років;
- Тім Каррі — Роберт Грей / Воно
- Олівія Гасі — Одра Денбро, дружина Вільяма
- Вільям Брюс Девіс — містер Гедро

## Кінокритика
На сайті Rotten Tomatoes рейтинг кінофільму становить 64 % (7 схвальних відгуків і 4 несхвальних).